# 欧布里勒庞图
欧布里-勒庞图（法語：Aubry-le-Panthou，法語發音：[obʁi lə pɑ̃tu] ⓘ）是法国诺曼底大区奥恩省的一个市镇，位于该省北部，属于阿让唐区。

## 地理
欧布里-勒庞图（48°51'2"N, 0°13'57"E）面积6.85平方公里，位于法国诺曼底大区奧恩省，该省份为法国西北部内陆省份，北起顺时针与卡爾瓦多斯省、厄尔省、厄尔-卢瓦省、萨尔特省、马耶讷省和芒什省接壤。
与欧布里勒庞图接壤的市镇（或旧市镇、城区）包括：弗雷奈勒桑松、拉弗雷奈法耶勒、马尔迪伊、图克河畔讷维尔、鲁瓦维尔、欧日地区古费恩。
欧布里勒庞图的时区为UTC+01:00、UTC+02:00（夏令时）。

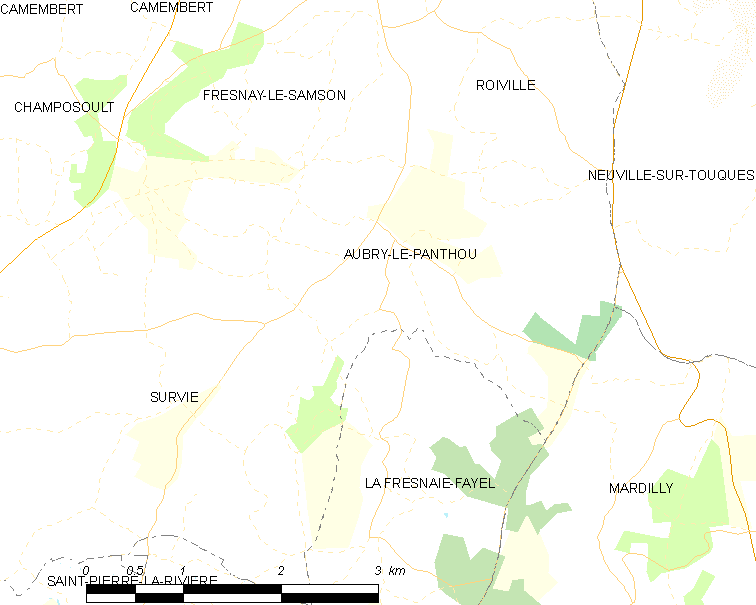
欧布里勒庞图的OSM定位图

## 行政
欧布里勒庞图的邮政编码为61120，INSEE市镇编码为61010。

## 政治
欧布里勒庞图所属的省级选区为维穆捷县。

## 文化
該市的一座十八世紀城堡被改建成藏傳佛教寺院持金剛林，現正準備以西藏桑耶寺為典範而修建“和平殿”。

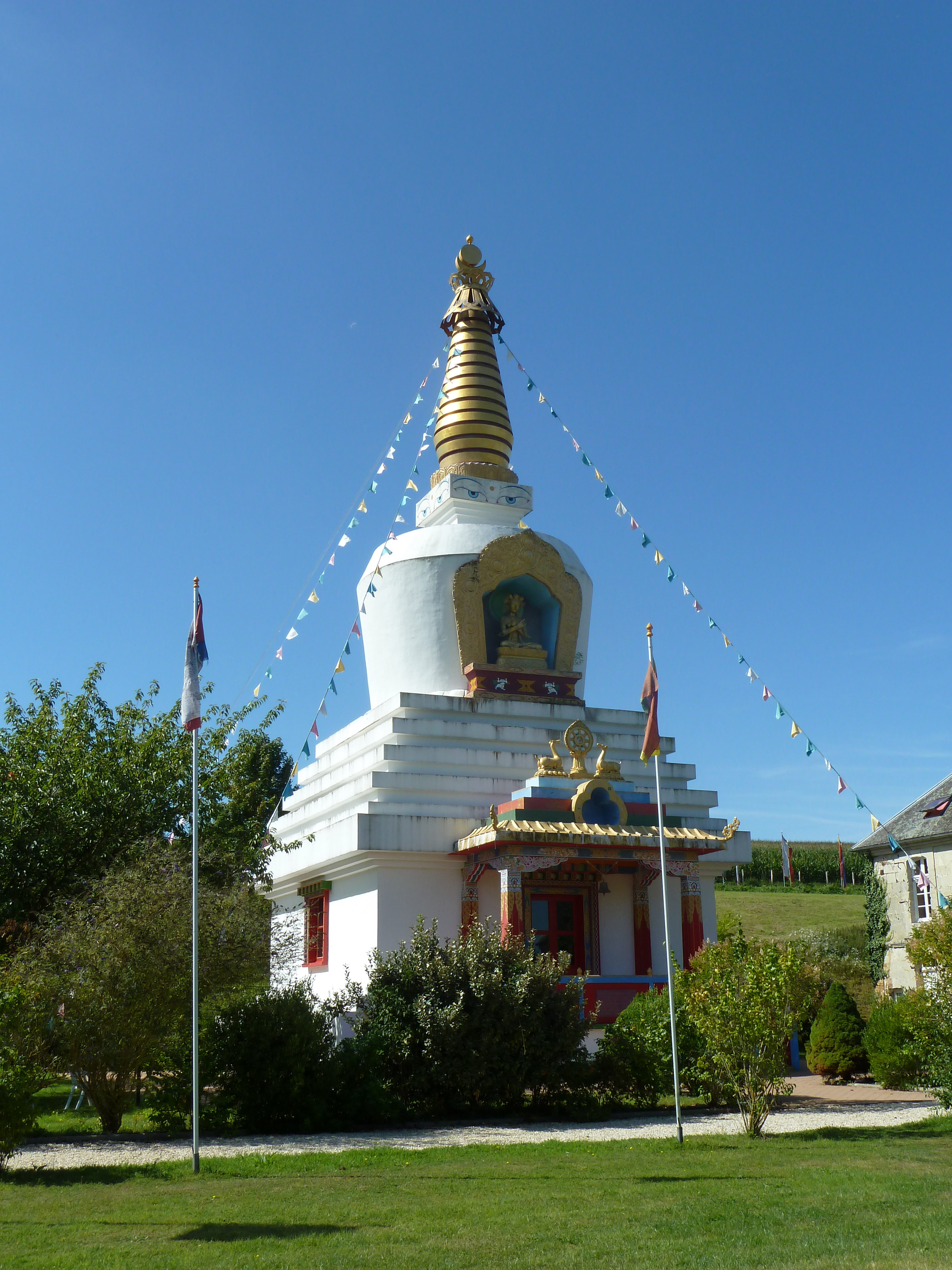
持金剛林

## 人口

1962-2008年间欧布里勒庞图人口变化图示

欧布里-勒庞图于2022年1月1日时的人口数量为130人。